# Bergara
Bergara (em castelhano Vergara) é um município da Espanha na província de Guipúscoa, comunidade autónoma do País Basco, de área 75,97 km² com população de 14823 habitantes (2007) e densidade populacional de 196,21 hab/km².

## Demografia
| Variação demográfica do município entre 1991 e 2004 | Variação demográfica do município entre 1991 e 2004 | Variação demográfica do município entre 1991 e 2004 | Variação demográfica do município entre 1991 e 2004 |
| --------------------------------------------------- | --------------------------------------------------- | --------------------------------------------------- | --------------------------------------------------- |
| 1991                                                | 1996                                                | 2001                                                | 2004                                                |
| 15567                                               | 15317                                               | 14965                                               | 14918                                               |